# Knäreds socken
Knäreds socken i Halland ingick i Höks härad, ingår sedan 1974 i Laholms kommun i Hallands län och motsvarar från 2016 Knäreds distrikt.
Socknens areal är 202,70 kvadratkilometer, varav 197,30 land. År 2000 fanns här 1 911 invånare. Tätorten Knäred med sockenkyrkan Knäreds kyrka ligger i socknen. 

## Administrativ historik
Knäreds socken har medeltida ursprung.
Vid kommunreformen 1862 övergick socknens ansvar för de kyrkliga frågorna till Knäreds församling och för de borgerliga frågorna till Knäreds landskommun.  Landskommunen uppgick 1974 i Laholms kommun.
1 januari 2016 inrättades distriktet Knäred, med samma omfattning som församlingen hade 1999/2000.
Socknen har tillhört fögderier och domsagor enligt Höks härad. De indelta båtsmännen tillhörde Södra Hallands första båtsmanskompani.

## Geografi och natur
Knäreds socken ligger öster om Laholm omkring Lagan och Krokån. Socknen är en kuperad mossrik skogsbygd.
Det finns fem naturreservat i socknen. Rönnö som delas med Torpa socken i Ljungby kommun och Hinneryds socken i Markaryds kommun ingår i EU-nätverket Natura 2000 medan Knutstorp, Tygared, Västralt och Åsbygget är kommunala naturreservat.

## Fornlämningar
Från stenåldern finns lösfynd och boplatser.

## Namnet
Namnet (1470 Knerodh) kommer från kyrkbyn. Förleden knä syftar troligen på Krokåns krökning öster om byn eller möjligen en krök vid bron, öster om den gamla kyrkplatsen. Efterleden är ryd, 'röjning'.

## Befolkningsutveckling
| Befolkningsutvecklingen i Knäreds socken 1750–1990                                                      | Befolkningsutvecklingen i Knäreds socken 1750–1990 | Befolkningsutvecklingen i Knäreds socken 1750–1990 | Befolkningsutvecklingen i Knäreds socken 1750–1990 | Befolkningsutvecklingen i Knäreds socken 1750–1990 |
| --- | -------------------------------------------------- | -------------------------------------------------- | -------------------------------------------------- | -------------------------------------------------- |
| |                                                    |                                                    |                                                    |                                                    |
| År |                                                    |                                                    | Folkmängd                                          |                                                    |
| 1750 | 1750                                               |                                                    | 1 470                                              |                                                    |
| 1760 | 1760                                               |                                                    | 1 521                                              |                                                    |
| 1769 | 1769                                               |                                                    | 1 659                                              |                                                    |
| 1780 | 1780                                               |                                                    | 1 718                                              |                                                    |
| 1790 | 1790                                               |                                                    | 1 594                                              |                                                    |
| 1800 | 1800                                               |                                                    | 1 643                                              |                                                    |
| 1810 | 1810                                               |                                                    | 1 689                                              |                                                    |
| 1820 | 1820                                               |                                                    | 1 778                                              |                                                    |
| 1830 | 1830                                               |                                                    | 1 874                                              |                                                    |
| 1840 | 1840                                               |                                                    | 1 976                                              |                                                    |
| 1850 | 1850                                               |                                                    | 2 081                                              |                                                    |
| 1860 | 1860                                               |                                                    | 2 214                                              |                                                    |
| 1870 | 1870                                               |                                                    | 2 315                                              |                                                    |
| 1880 | 1880                                               |                                                    | 2 595                                              |                                                    |
| 1890 | 1890                                               |                                                    | 2 458                                              |                                                    |
| 1900 | 1900                                               |                                                    | 2 276                                              |                                                    |
| 1910 | 1910                                               |                                                    | 2 383                                              |                                                    |
| 1920 | 1920                                               |                                                    | 2 591                                              |                                                    |
| 1930 | 1930                                               |                                                    | 2 461                                              |                                                    |
| 1940 | 1940                                               |                                                    | 2 420                                              |                                                    |
| 1950 | 1950                                               |                                                    | 2 324                                              |                                                    |
| 1960 | 1960                                               |                                                    | 2 149                                              |                                                    |
| 1970 | 1970                                               |                                                    | 1 978                                              |                                                    |
| 1980 | 1980                                               |                                                    | 1 998                                              |                                                    |
| 1990 | 1990                                               |                                                    | 2 086                                              |                                                    |
| Anm: Källor: Umeå universitet - Tabellverket 1749-1859, Demografiska databasen, CEDAR, Umeå universitet |                                                    |                                                    |                                                    |                                                    |